# میچو میساروش
میچو میساروش (مجاری: Michu Meszaros؛ ۱ اکتبر ۱۹۳۹ – ۱۲ ژوئن ۲۰۱۶) یک هنرپیشه اهل مجارستان بود.
از فیلم‌ها یا مجموعه‌های تلویزیونی که وی در آن‌ها نقش داشته است می‌توان به ببین کی داره حرف می‌زنه اشاره نمود.